# Pattonomys occasius
Pattonomys occasius (голохвостий озброєний деревний щур) — вид гризунів родини щетинцевих, відомий із кількох пунктів в Еквадорі й Перу на схід від Анд. В Еквадорі відомо про їхню присутність в нижній Амазонці.

## Етимологія
лат. Occasio — випадок, слушна нагода, скористатися цією нагодою.

## Морфологія
Морфометрія. Довжина голови й тіла: 184–218, довжина хвоста: 211–225, довжина задньої ступні: 33–37 мм.
Опис. Розмір від середнього до великого у родині голчастих щурів. Вуха середнього розміру, голі й виступають дуже мало. Вуса тонкі й довгі, сягають плечей. Спина вкрита щетинистим хутром з голками широкими й гнучкими темно-коричневого кольору змішаними з блідо-коричневим волоссям, дещо жовтуватим. Колючки з'являються на плечі і поширюється на стегна, спину й боки. На спині багато з колючок можуть бути від темно-коричневого до чорного, в той час як на боках вони блідіші. У деяких випадках колючки мають оранжево-коричневі наконечники, особливо на ногах. На голові колючки тонкі і гнучкі. Черевний колір світло-помаранчевий, груди білі чи білуваті. Писок і щоки червоно-коричневі. Хвіст червонувато-коричневий, з густим хутром перші 20 мм від його початку, голий і лускатий на всю іншу довжину. Ноги коричнюваті, з дещо білуватим низом, пальці та пазурі помірно збільшені. Самки мають дві пари бічних грудей. 

## Поведінка
Веде нічний, деревний і самітницький спосіб життя.